# Le Trône de fer
Pour les articles homonymes, voir Trône (homonymie) et Le Trône de fer (homonymie).
Le Trône de fer (A Song of Ice and Fire) est une série de romans de fantasy de George R. R. Martin, dont l'écriture et la parution sont en cours. Martin a commencé à l'écrire en 1991 et le premier volume est paru en 1996 chez Bantam Books. Prévue à l'origine comme une trilogie, la série compte désormais cinq volumes publiés en version originale et deux autres sont attendus. Les volumes publiés sont redécoupés en 15 tomes dans la traduction française.
L'histoire se déroule dans un monde imaginaire où la société est de type féodal et où la magie et des créatures légendaires (telles que les dragons) ont existé mais sont censées avoir disparu. Trois intrigues principales s'y entremêlent : dans le royaume des Sept Couronnes, plusieurs maisons nobles rivalisent pour l'obtention du trône ; dans les contrées glacées situées au nord du royaume, une race de créatures supposée appartenir aux légendes se réveille ; et sur le continent oriental, la dernière héritière des Targaryen (la dynastie royale des Sept Couronnes renversée quinze ans auparavant), cherche à reconquérir le trône.
Chaque chapitre est présenté à travers le point de vue de l'un des personnages principaux. Les thèmes abordés sont plus réalistes que dans la fantasy traditionnelle. Les quelque vingt personnages principaux présentent souvent un comportement d'une moralité ambiguë, et les intrigues politiques et les renversements de situation sont fréquents. La violence et la sexualité occupent aussi des places importantes.
La série a connu un succès croissant et est désormais traduite en 47 langues. Plus de 90 millions d'exemplaires des cinq premiers volumes ont été vendus à travers le monde (dont quarante-cinq aux États-Unis). Les quatre premiers romans ont été traduits en français par Jean Sola et publiés en douze volumes. Patrick Marcel l'a remplacé pour le cinquième tome. Un large cercle de fans s'est constitué à la suite de ce succès qui a engendré de nombreux produits dérivés (parfois sous le nom anglophone Game of Thrones), notamment un jeu de cartes, un jeu de société, deux jeux de rôle, quatre jeux vidéo et surtout une série télévisée à succès diffusée sur HBO de 2011 à 2019.

## Synopsis
L'histoire se situe dans un univers médiéval où les saisons peuvent durer des années. L'intrigue se passe essentiellement sur le continent de Westeros, dans le royaume des Sept Couronnes, un pays dirigé par plusieurs grandes maisons nobles dont une possède le pouvoir royal. Ces puissantes maisons sont les Arryn, les Baratheon, les Lannister, les Martell, les Stark, les Tully et les Tyrell. Il y a aussi la maison Greyjoy, domaine insulaire aux velléités d'indépendance, ainsi que les Targaryens, l'ancienne maison régnante. Elles ont chacune leur domaine, leurs bannerets et leur blason, mais ont des intérêts divergents et des querelles ancestrales les divisent.
Au début de la série, les Sept Couronnes sont dirigées par le roi Robert Baratheon, qui a renversé la dynastie des Targaryen quinze ans auparavant. Il propose à Eddard Stark, son ami et ancien compagnon d'armes lors de la rébellion contre les Targaryen, le poste de Main du roi (sorte de premier ministre), précédemment occupé par Jon Arryn, mentor des deux hommes, qui vient de mourir. Eddard accepte à contrecœur l'offre du roi et quitte ses terres glacées du nord pour gagner la capitale, Port-Réal. Il se heurte à l'inimitié de la reine, Cersei Lannister, et aux intrigues de différents conseillers, et découvre que les trois enfants légitimes de Robert ne sont en fait pas de lui. La mort de Robert, survenue juste après, déclenche une guerre civile, plusieurs prétendants revendiquant le trône tandis que certaines maisons cherchent à regagner leur indépendance.
Dans le même temps, le fils bâtard d'Eddard Stark, Jon Snow, rejoint la Garde de Nuit, un ordre dont la fonction est de veiller sur la frontière nord, unique frontière terrestre du royaume, protégée par un immense mur de glace et au-delà de laquelle vivent les sauvageons, des peuples qui se disent libres. Très vite, il déjoue une tentative d'assassinat contre le Lord Commandant de la Garde de Nuit, tentative orchestrée par des créatures appelées les Autres que l'on croyait légendaires, et intègre une expédition chargée d'enquêter au-delà du mur sur les disparitions de plusieurs membres de la Garde de Nuit.
Et, sur le continent oriental, les deux derniers survivants de la maison Targaryen, le très instable Viserys et sa jeune sœur Daenerys, tentent de restaurer la grandeur passée de leur maison. Viserys arrange le mariage de sa sœur avec Drogo, chef d'une puissante horde de cavaliers nomades appelés les Dothrakis, afin de reconquérir les Sept Couronnes, mais sa folie cause sa perte. Daenerys, désormais ultime représentante de la maison Targaryen, tente de survivre au milieu d'un monde hostile, aidée en cela par la naissance miraculeuse de trois dragons, race qui était éteinte, venant d'œufs fossilisés lui ayant été donnés en cadeau de mariage. Ces dragons attirent les convoitises mais assurent également la renommée de Daenerys, dont l'objectif est de reconquérir le trône de son père.

## Historique

### Publications
| Version originale    | Version originale                   | Version originale                   | Version originale                   | Version originale                   | Version originale                      | Version française                    | Version française | Version française | Version française             | Version française               |
| Titre                | Édition américaine (Bantam Spectra) | Édition américaine (Bantam Spectra) | Édition britannique (Voyager Books) | Édition britannique (Voyager Books) | Édition limitée                        | Titre                                | Grand format      | Poche             | Intégrale                     | Intégrale                       |
| Titre                | Hardcover                           | Paperback                           | Hardcover                           | Paperback                           | Édition limitée                        | Titre                                | Pygmalion         | J’ai Lu           | Pygmalion                     | J’ai Lu                         |
| -------------------- | ----------------------------------- | ----------------------------------- | ----------------------------------- | ----------------------------------- | -------------------------------------- | ------------------------------------ | ----------------- | ----------------- | ----------------------------- | ------------------------------- |
| A Game of Thrones    | 1er août 1996                       | 4 août 1997                         | Août 1996                           | Septembre 1997                      | 12 mars 2001 ill. de Jeffrey Jones     | Le Trône de fer                      | 12 juin 1998      | 17 janvier 2001   | Tome 1 24 septembre 2008      | L’Intégrale 1 20 janvier 2010   |
| A Game of Thrones    | 1er août 1996                       | 4 août 1997                         | Août 1996                           | Septembre 1997                      | 12 mars 2001 ill. de Jeffrey Jones     | Le Donjon rouge                      | 18 janvier 1999   | 24 septembre 2001 | Tome 1 24 septembre 2008      | L’Intégrale 1 20 janvier 2010   |
| A Clash of Kings     | 2 février 1999                      | 5 septembre 2000                    | Octobre 1999                        | 6 janvier 2003                      | 11 avril 2005 ill. de John Howe        | La Bataille des rois                 | 16 février 2000   | 11 janvier 2002   | Tome 2 23 mars 2009           | L’Intégrale 2 20 janvier 2010   |
| A Clash of Kings     | 2 février 1999                      | 5 septembre 2000                    | Octobre 1999                        | 6 janvier 2003                      | 11 avril 2005 ill. de John Howe        | L’Ombre maléfique                    | 17 mai 2000       | 12 avril 2002     | Tome 2 23 mars 2009           | L’Intégrale 2 20 janvier 2010   |
| A Clash of Kings     | 2 février 1999                      | 5 septembre 2000                    | Octobre 1999                        | 6 janvier 2003                      | 11 avril 2005 ill. de John Howe        | L’Invincible Forteresse              | 9 octobre 2000    | 29 août 2002      | Tome 2 23 mars 2009           | L’Intégrale 2 20 janvier 2010   |
| A Storm of Swords    | 31 octobre 2000                     | 28 mai 2002                         | Steel and Snow 2 juin 2001          | Steel and Snow 7 avril 2003         | 17 septembre 2006 ill. de Charles Vess | Les Brigands / Intrigues à Port-Réal | 15 octobre 2001   | 10 mars 2003      | L’Intégrale 3 27 février 2013 | L’Intégrale 3 8 mai 2010        |
| A Storm of Swords    | 31 octobre 2000                     | 28 mai 2002                         | Steel and Snow 2 juin 2001          | Steel and Snow 7 avril 2003         | 17 septembre 2006 ill. de Charles Vess | L’Épée de feu                        | 12 avril 2002     | 5 septembre 2003  | L’Intégrale 3 27 février 2013 | L’Intégrale 3 8 mai 2010        |
| A Storm of Swords    | 31 octobre 2000                     | 28 mai 2002                         | Blood and Gold Août 2001            | Blood and Gold 7 avril 2003         | 17 septembre 2006 ill. de Charles Vess | Les Noces pourpres                   | 20 septembre 2002 | 3 mars 2004       | L’Intégrale 3 27 février 2013 | L’Intégrale 3 8 mai 2010        |
| A Storm of Swords    | 31 octobre 2000                     | 28 mai 2002                         | Blood and Gold Août 2001            | Blood and Gold 7 avril 2003         | 17 septembre 2006 ill. de Charles Vess | La Loi du régicide                   | 3 février 2003    | 10 septembre 2004 | L’Intégrale 3 27 février 2013 | L’Intégrale 3 8 mai 2010        |
| A Feast for Crows    | 8 novembre 2005                     | 26 septembre 2006                   | 17 octobre 2005                     | 2 mai 2006                          |                                        | Le Chaos                             | 1er juin 2006     | 8 juin 2007       | L’Intégrale 4 3 avril 2013    | L’Intégrale 4 29 septembre 2010 |
| A Feast for Crows    | 8 novembre 2005                     | 26 septembre 2006                   | 17 octobre 2005                     | 2 mai 2006                          | Les Sables de Dorne                    | 18 octobre 2006                      | 9 novembre 2007   |                   | L’Intégrale 4 3 avril 2013    | L’Intégrale 4 29 septembre 2010 |
| A Feast for Crows    | 8 novembre 2005                     | 26 septembre 2006                   | 17 octobre 2005                     | 2 mai 2006                          | Un festin pour les corbeaux            | 9 novembre 2007                      | 14 janvier 2009   |                   | L’Intégrale 4 3 avril 2013    | L’Intégrale 4 29 septembre 2010 |
| A Dance with Dragons | 12 juillet 2011                     | 28 août 2012                        | 12 juillet 2011                     | Dreams and Dust 15 mars 2012        |                                        | Le Bûcher d'un roi                   | 14 mars 2012      | 4 septembre 2013  | L’Intégrale 5 5 novembre 2014 | L’Intégrale 5 8 avril 2015      |
| A Dance with Dragons | 12 juillet 2011                     | 28 août 2012                        | 12 juillet 2011                     | Dreams and Dust 15 mars 2012        | Les Dragons de Meereen                 | 5 septembre 2012                     | 5 novembre 2014   |                   | L’Intégrale 5 5 novembre 2014 | L’Intégrale 5 8 avril 2015      |
| A Dance with Dragons | 12 juillet 2011                     | 28 août 2012                        | 12 juillet 2011                     | After the Feast 15 mars 2012        | Une danse avec les dragons             | 9 janvier 2013                       | 4 mars 2015       |                   | L’Intégrale 5 5 novembre 2014 | L’Intégrale 5 8 avril 2015      |
| The Winds of Winter  | NC                                  | NC                                  | NC                                  | NC                                  | NC                                     | NC                                   | NC                | NC                | NC                            | NC                              |
| A Dream of Spring    | NC                                  | NC                                  | NC                                  | NC                                  | NC                                     | NC                                   | NC                | NC                | NC                            | NC                              |

### Rédaction

#### Volumes un à trois

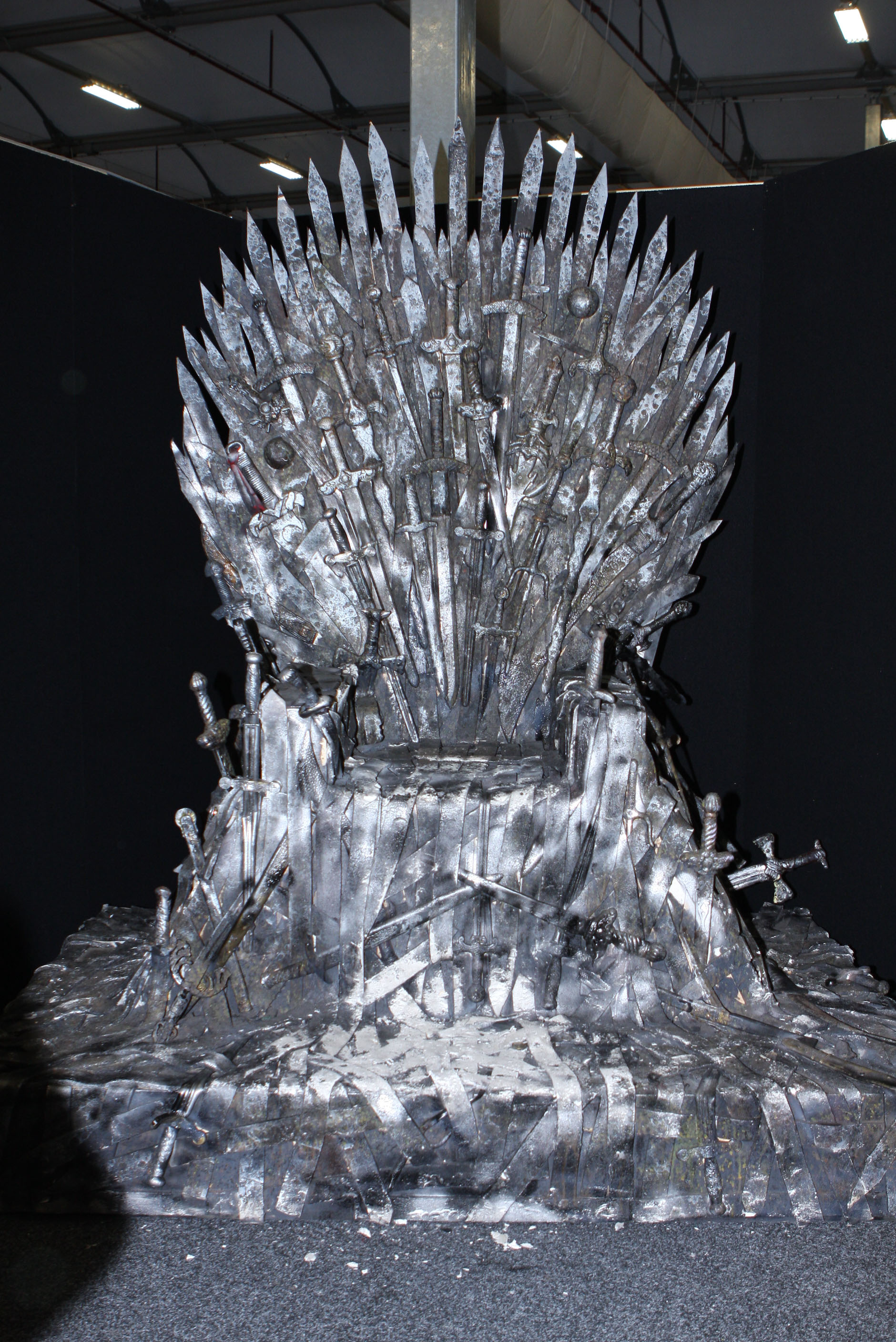
Le trône de fer, symbole du pouvoir sur Westeros pour lequel plusieurs maisons nobles rivalisent.

Après avoir écrit plusieurs romans et de nombreuses nouvelles, George R. R. Martin se tourne vers l'écriture de scénarios pour des séries télévisées au milieu des années 1980. Mais, après quelques années, il se lasse des limitations imposées par le budget et la durée d'un épisode qui le forcent souvent à raccourcir la caractérisation de ses personnages et à couper les scènes de batailles. Cela le pousse à revenir à la littérature, domaine où il n'a pas à faire de compromis avec l'ampleur de son imagination. Admirateur de l'œuvre de J. R. R. Tolkien durant sa jeunesse, il désire écrire de la fantasy épique mais n'a pas d'idée spécifique qui l'inspire. Pendant l'été 1991, il commence à écrire un roman de science-fiction mais, au bout de trois chapitres, il est frappé par la pensée saisissante d'un garçon qui assiste à une décapitation et trouve des loups dans la neige. Laissant de côté son roman, il écrit en quelques jours ce qui deviendra le premier chapitre de A Game of Thrones (Le Jeu des trônes), certain qu'il fait partie d'une plus longue histoire. Après avoir écrit quelques chapitres supplémentaires, il cerne mieux son histoire et commence à faire des cartes de son univers et des généalogies de ses personnages. Il interrompt cependant l'écriture de son livre pendant deux ans pour se consacrer à un projet de série télévisée de science-fiction, Doorways, que la chaîne ABC a commandé mais qu'elle décide finalement de ne pas concrétiser.
Martin reprend alors l'écriture de A Game of Thrones en 1994, le soumettant à son agent comme la première partie d'une trilogie. Mais peu après, il réalise qu'une trilogie est insuffisante pour mener son histoire jusqu'au bout et qu'il aura besoin de six livres pour cela. Il les imagine au départ comme deux trilogies reliées pour former une seule histoire. Martin, qui aime les titres ambigus, choisit de nommer sa saga A Song of Ice and Fire (Un Chant de glace et de feu). Il voit en effet les créatures venues du froid qu'il a nommées « les Autres » et les dragons comme une signification possible pour la glace et le feu, tandis que le mot song est déjà apparu dans le titre de ses recueils de nouvelles Chanson pour Lya (A Song for Lya, 1976), Des astres et des ombres (Songs of Stars and Shadows, 1977) et Songs the Dead Men Sing (1983) et provient de son obsession pour les chansons. Le manuscrit terminé de A Game of Thrones fait 1 088 pages et est publié en août 1996 par Bantam Books. Robert Jordan, auteur de La Roue du temps, écrit un mot promotionnel figurant sur la couverture afin d'aider au succès du livre. Le récit Blood of the Dragon, qui regroupe les chapitres du roman consacrés à Daenerys Targaryen et sort un peu avant le livre en tant qu'échantillon publicitaire, remporte le prix Hugo du meilleur roman court en 1997.
Le manuscrit de A Clash of Kings (La Bataille des rois), le deuxième volume de la série, fait 1 184 pages, dont 300 avaient déjà été écrites pour A Game of Thrones avant que Martin décide de redécouper sa saga. Le livre est publié en février 1999 et il intègre la New York Times Best Seller list le 21 février à la 13e place. Continuant sans relâche l'écriture de la série, Martin finit A Storm of Swords (Une tempête d'épées), le troisième volume, l'année suivante. Le dernier chapitre qu'il écrit pour ce livre est celui des « Noces pourpres », scène particulièrement sanglante qui se situe aux deux tiers du roman. Le manuscrit fait 1 521 pages et le roman est publié en un seul volume par Bantam aux États-Unis en novembre 2000. Mais sa taille imposante pose des problèmes aux éditeurs des autres pays, qui le divisent en deux, trois, voire quatre volumes (dans le cas de la France notamment). Le roman fait son entrée dans la New York Times Best Seller list à la 12e place.

#### Volumes quatre et cinq

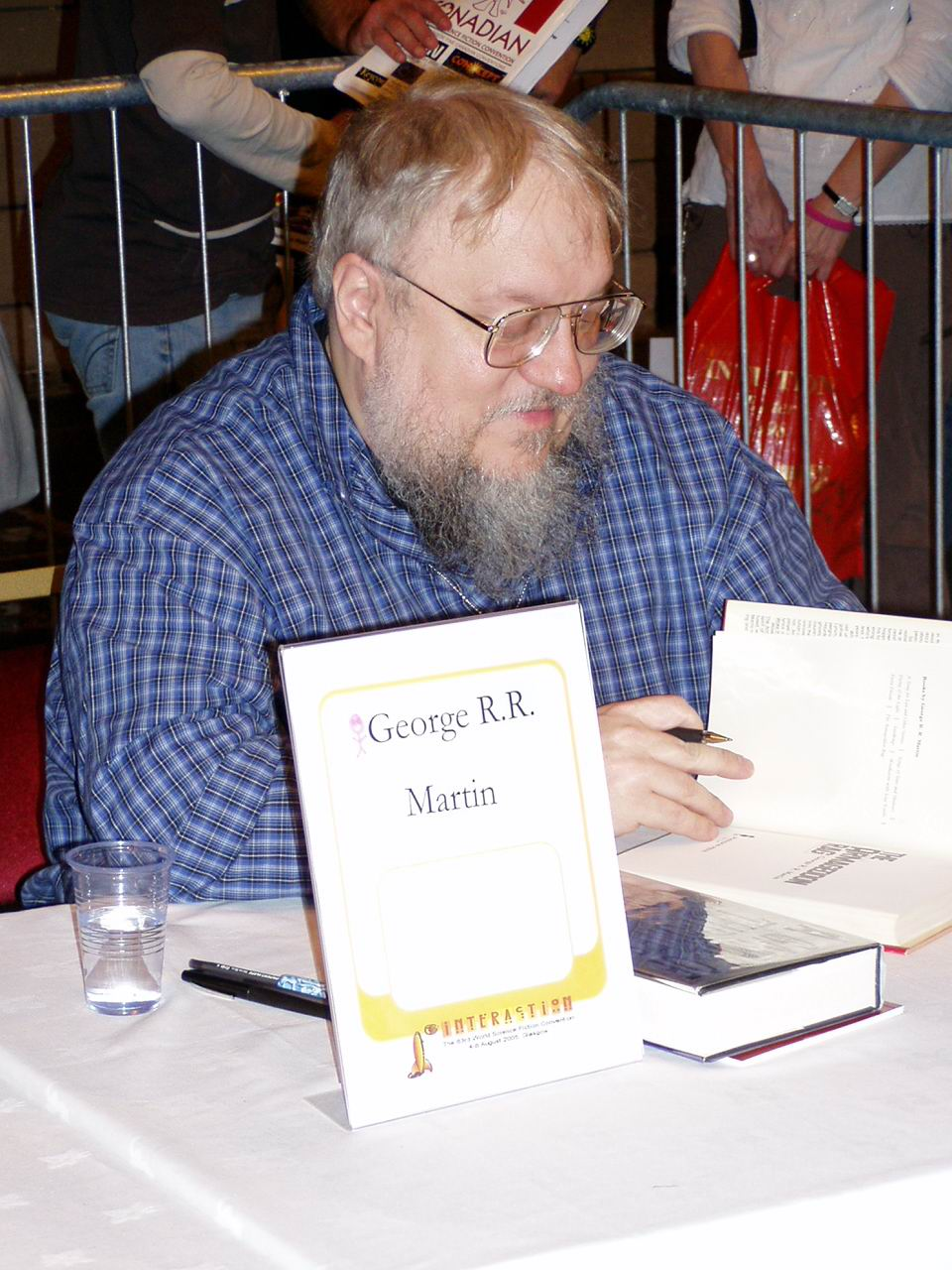
George R. R. Martin à la World Science Fiction Convention de 2005.

Le quatrième volume, dont le titre de travail est alors A Dance with Dragons (Une danse avec les dragons), doit initialement traiter du retour de Daenerys à Westeros et des conflits que cela provoque. Martin compte situer son histoire cinq ans après les événements de A Storm of Swords afin que ses personnages les plus jeunes ainsi que les dragons puissent grandir. Un long prologue doit établir ce qu'il s'est passé durant ces cinq années. En 2001, Martin est optimiste et espère une publication du quatrième volume pour le dernier trimestre 2002. Toutefois, le bond de cinq ans en avant dans l'histoire ne fonctionne pas pour tous les personnages. D'un côté, Martin ne se satisfait pas de retracer les événements s'étant déroulés entretemps seulement par le biais de flashbacks et de rétrospection de ses personnages, et d'un autre côté, il lui paraît improbable qu'il ne se soit rien passé d'intéressant dans ce laps de temps. Après avoir travaillé sur son livre pendant un an, Martin se rend compte qu'il a besoin d'écrire un livre supplémentaire, portant ainsi à sept le nombre de livres prévus pour terminer la série. Il décide d'abandonner l'idée du bond de cinq ans en avant et nomme le quatrième volume A Feast for Crows (Un festin pour les corbeaux), son déroulement suivant immédiatement celui de A Storm of Swords. Martin transforme son long prologue de 250 pages en plusieurs chapitres se déroulant aux Îles de Fer et à Dorne, narrés à travers les points de vue de nouveaux personnages. Ces événements parallèles affectant les autres, l'intrigue devient de plus en plus complexe à écrire.
La longueur du manuscrit de A Feast for Crows finit par surpasser celle de A Storm of Swords alors même que Martin n'a pas encore commencé à écrire les histoires de tous ses personnages. Martin rechigne néanmoins à effectuer les coupures nécessaires pour que le livre soit d'une longueur acceptable pour son éditeur car, selon lui, cela compromettrait l'histoire. Puisque les personnages principaux du livre sont dispersés à travers le monde, Daniel Abraham, un ami de Martin, lui suggère alors de diviser son histoire en deux volumes de façon géographique. Martin adopte cette idée et déplace au cinquième volume, renommé A Dance with Dragons, les histoires de ses personnages qui se trouvent au nord de Westeros et sur le continent oriental. A Feast for Crows couvre désormais uniquement les événements se déroulant dans la partie sud de Westeros et les histoires des deux livres se déroulent en parallèle puisque les personnages impliqués ne sont pas les mêmes.
A Feast for Crows est publié en novembre 2005 aux États-Unis et se classe directement à la 1re place de la New York Times Best Seller list. Malgré le succès commercial, de nombreux fans sont déçus par cette séparation de l'histoire qui laisse suspendu le destin de certains des personnages les plus populaires de la saga. Martin annonce toutefois que A Dance with Dragons est à moitié terminé et mentionne dans la postface de A Feast for Crows qu'il a bon espoir que le cinquième volume de la série soit publié en 2006. Mais, au grand désespoir de nombreux lecteurs, la date de publication de A Dance with Dragons est plusieurs fois repoussée au cours des années suivantes. Martin attribue principalement ce retard aux difficultés qu'il rencontre pour faire converger vers Daenerys les histoires de plusieurs personnages et évoque à plusieurs reprises un « nœud meereenien » (du nom de la ville de Meereen où se trouve son héroïne). Il reconnaît aussi par la suite avoir passé trop de temps à réécrire et parfaire l'histoire mais rejette fermement les théories émises par des fans mécontents de cette longue attente, selon lesquelles il aurait perdu son intérêt pour sa saga et consacrerait trop de temps à d'autres projets. Le manuscrit de A Dance with Dragons, long d'environ 1 600 pages, est finalement achevé début 2011 et est publié en juillet de la même année. L'histoire va plus loin dans le temps que celle de A Feast for Crows mais pas aussi loin que Martin l'aurait souhaité, en raison de la longueur du manuscrit qui atteint la limite pour pouvoir être publié en un seul volume aux États-Unis. Une nouvelle fois, le livre entre directement à la 1re place de la New York Times Best Seller list.

#### Volumes six et sept
En 2025, les volumes six et sept ne sont pas encore parus.

##### The Winds of Winter
Le sixième volume de la série a pour titre The Winds of Winter (Les Vents de l'hiver) et quatre chapitres écrits à l'origine pour A Dance with Dragons sont intégrés à ce livre en juin 2010. À la publication de A Dance with Dragons, une centaine de pages de The Winds of Winter sont déjà écrites. Martin espère écrire ce livre plus rapidement que le précédent mais, ayant tiré la leçon de ses estimations passées trop optimistes, se refuse désormais à faire des prévisions précises sur la date de sa publication. Il estime néanmoins que finir le livre en trois ans serait raisonnable mais n'arrive pas à tenir ce délai. Un temps annoncé pour 2015, The Winds of Winter est à nouveau repoussé à une date indéfinie.
Martin, mis sous une intense pression en raison des attentes de sa communauté toujours croissante de lecteurs, annule sa participation à plusieurs conventions de fantasy en 2015 afin d'essayer de terminer son livre avant la fin de l'année. Il ne parvient toutefois pas à tenir l'échéance qui lui avait été fixée et avoue en janvier 2016 qu'il n'a pas été très productif durant les mois précédents et qu'il lui faudra encore plusieurs mois pour terminer The Winds of Winter. La principale conséquence en est que l'adaptation télévisée de son œuvre va désormais devancer le matériau originel et qu'elle révélera inévitablement des éléments inédits dans les livres, même si Martin insiste sur les chemins de plus en plus divergents que prennent ses livres et la série télévisée qui en dérive. Il annonce en avril 2018 que The Winds of Winter ne sortira pas cette année.

##### A Dream of Spring
Le titre annoncé du septième volume est A Dream of Spring (Un rêve de printemps). Martin compte bien conclure sa saga avec ce tome mais laisse néanmoins la porte ouverte à un éventuel huitième livre si cela se révélait nécessaire, possibilité également évoquée en 2014 par son éditrice Anne Groell. Martin sait déjà dans les grandes lignes comment il va conclure sa saga et le destin de ses principaux personnages et a indiqué que le dénouement serait plus proche d'une fin douce-amère que d'un happy end. En réponse aux questions qui lui ont été posées sur l'éventualité de sa mort avant d'avoir terminé son œuvre, Martin a annoncé qu'il ne permettrait pas qu'un autre écrivain finisse son histoire à sa place. Cependant, il a informé les producteurs de la série télévisée des grandes lignes de la fin de son histoire, les détails lui étant de toute façon encore inconnus.

### Traduction française
En France, la série est publiée en grand format sous le titre Le Trône de fer par l'éditeur Pygmalion, qui a acquis les droits de traduction de la saga pour 30 000 francs, et en livre de poche par J'ai lu. Les tomes suivent un découpage différent de celui de la version originale. Chaque volume original est en effet découpé en deux, trois ou quatre tomes pour la version française, pour des raisons de coût d'édition. En 2008, Pygmalion commence à rééditer la saga selon son découpage original mais ces rééditions sont arrêtées au bout de deux tomes en raison des ventes insuffisantes. Début 2010, J’ai Lu édite ces deux intégrales, puis les deux autres au cours de l'année 2010. Pygmalion reprend en septembre et novembre 2012 la réédition des deux premières intégrales et édite les trois autres en 2013 et 2014.
La traduction française est effectuée par Jean Sola pour les quatre premiers volumes originaux, et par Patrick Marcel à partir de A Dance with Dragons. La traduction de Jean Sola a fait l'objet d'une polémique en raison de son style archaïsant assez éloigné de celui, plus simple, de Martin et de la conservation de certains noms propres en anglais tandis que d'autres ont été traduits. Patrick Marcel déclare s'être écarté de la traduction de Jean Sola, avec « un style plus direct, moins médiévalisant » plus proche de celui de Martin qui selon lui « écrit dans un style moderne pour que ses personnages et les situations soient compréhensibles par le public ».

## Analyse

### Genre et inspirations

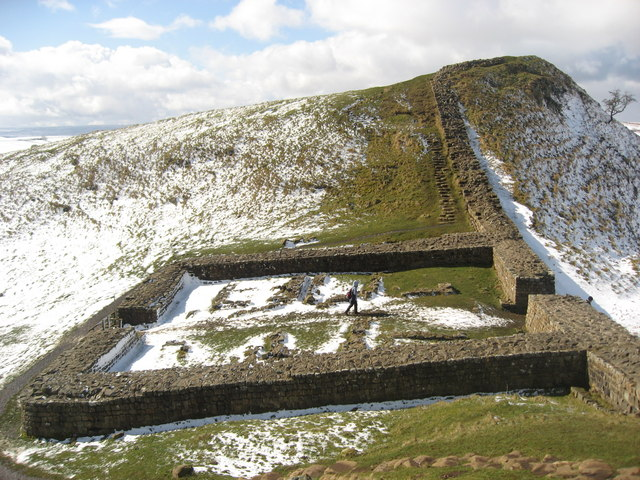
Le mur d'Hadrien a inspiré Martin pour la conception du mur de glace protégeant les Sept Couronnes des invasions venues du nord.

George R. R. Martin qualifie sa saga de « fantasy épique ». Parmi ses principales influences pour son écriture, Martin cite notamment J. R. R. Tolkien et Tad Williams,. Il a également déclaré à plusieurs reprises que Les Rois maudits, de Maurice Druon, constituait l'une de ses inspirations majeures pour Le Trône de fer. Il écrit d'ailleurs la préface à la nouvelle édition américaine (à cette occasion le dernier tome, inédit outre-Atlantique, est enfin traduit). Jack Vance est son écrivain contemporain préféré mais il considère que Vance ne l'a pas spécialement influencé dans l'écriture du Trône de fer. Avant de commencer celui-ci, Martin pensait que beaucoup d'imitateurs de Tolkien écrivaient du « Disneyland moyenâgeux » sans saisir la véritable brutalité de l'époque médiévale. Le roman historique lui apparaissait comme beaucoup plus réaliste et moins lisse et le fascinait par les possibilités dramatiques qu'offrent des contrastes comme le concept de chevalerie coexistant avec les horreurs de la guerre et les immenses châteaux s'élevant au-dessus de misérables masures. Toutefois, le problème de la fiction historique est que les lecteurs avertis connaissent par avance le dénouement de l'histoire alors qu'un monde et des personnages inventés peuvent attirer plus d'empathie et accroître le suspense. Martin a donc mélangé le réalisme du roman historique avec le côté surnaturel de la fantasy, tout en réduisant l'importance de la magie au profit des batailles et des intrigues politiques.
Westeros, le continent imaginaire dans lequel se déroule la majeure partie de l'histoire, rappelle essentiellement l'Angleterre du Moyen Âge, alors que l'empire détruit de Valyria se rapproche de l'empire romain, Martin ayant toujours été attiré par les histoires de civilisations et d'empires disparus. Martin s'est amplement documenté sur l'histoire, l'habillement, la nourriture et les tournois médiévaux pour donner des bases réalistes à ses livres et conserve auprès de lui plusieurs bibliothèques de livres sur ces sujets. Des événements comme la guerre de Cent Ans, les croisades, la croisade des Albigeois et surtout la guerre des Deux-Roses lui ont particulièrement servi de sources d'inspiration,. Le colossal mur de glace protégeant la frontière nord de Westeros est directement inspiré du mur d'Hadrien, que Martin a visité, même si la taille et la longueur du mur ont été adaptées pour répondre aux exigences de la fantasy. Les « Noces pourpres » sont inspirées d'un épisode de l'histoire écossaise appelé le Black Dinner (1440) à l'issue duquel le jeune chef du clan Douglas fut exécuté.
Martin est largement crédité pour avoir entraîné la fantasy dans une direction plus adulte. Ainsi, Bill Sheehan, du Washington Post, estime que la saga est fermement ancrée dans la brutalité des temps médiévaux malgré la présence d'éléments ouvertement fantastiques. Jeff VanderMeer, du Los Angeles Times, trouve beaucoup d'éléments horrifiques dans ses livres et un côté réaliste et souvent grivois qui peut être interprété comme une critique implicite de la simplicité morale de Tolkien. Et pour Michelle Baum, de CNN, les descriptions matures de Martin sont « de loin plus honnêtes » que celles que l'on trouve habituellement dans les autres livres de fantasy. Des écrivains de fantasy comme Joe Abercrombie reconnaissent l'influence qu'a eue sur eux la lecture du Trône de fer et Martin lui-même pense que le genre est devenu moins lisse, certains nouveaux auteurs, comme Abercrombie, Daniel Abraham et Scott Lynch, allant désormais plus loin que lui au niveau de la maturité des thèmes abordés.

### Style

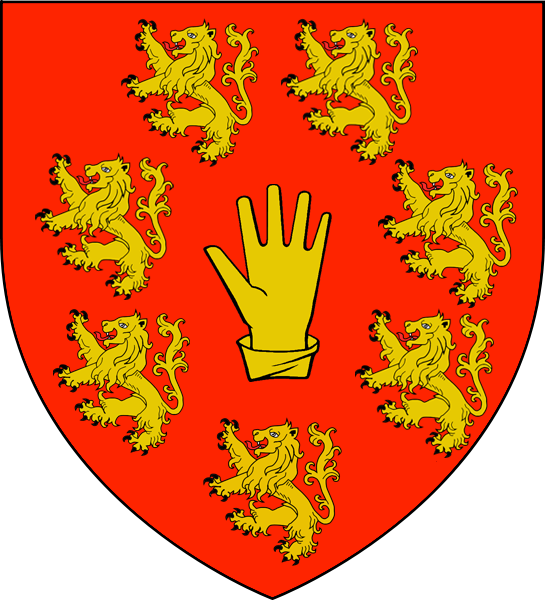
Blason de Tyrion Lannister, l'un des personnages les plus populaires du Trône de fer.

Chaque chapitre porte le nom d'un personnage et est présenté de son point de vue narratif interne, rapporté à la troisième personne. Ces personnages (appelés personnages POV, acronyme de Point Of View) étaient au nombre de huit dans A Game of Thrones mais d'autres sont apparus par la suite (alors que certains ont disparu) et 24 personnages différents ont déjà servi de personnages POV jusqu'à A Dance with Dragons inclus (et sans compter les prologues et les épilogues). Le lecteur a ainsi une vision de l'histoire présentée selon des points de vue qui peuvent s'opposer et ont leurs propres rythmes, et un même personnage peut être vu comme un héros ou comme un méchant selon le point de vue,. Martin commence chaque nouveau livre de la série en traçant dans les grandes lignes un ordre des chapitres et des personnages POV mais il n'écrit pas ces chapitres dans l'ordre ainsi désigné. Avant la publication du livre, il réarrange l'ordre des chapitres de nombreuses fois afin d'optimiser les raccords entre les personnages, la chronologie et le suspense. Influencé par son passé de scénariste pour la télévision, il termine souvent chaque chapitre par un moment de tension ou une révélation, utilisant régulièrement la technique du cliffhanger pour clore les histoires de plusieurs de ses personnages à la fin de chaque livre,. Une partie de l'intrigue trouve sa clé dans le passé historique et chaque volume en révèle un peu plus sur ce passé. Les différents personnages POV peuvent clarifier un événement du passé ou, au contraire, fournir sur celui-ci différentes perspectives selon leurs souvenirs respectifs.
Martin voit ses personnages comme le cœur de son histoire et accorde une importance particulière à définir leur psychologie, s'efforçant de les rendre complexes sur le plan moral. Il aime ses personnages, même les plus détestables, comme s'ils étaient ses enfants, mais il n'hésite pas à tuer ou mutiler certains de ses personnages principaux, de sorte que le lecteur ne peut absolument pas compter sur le fait que les héros vont triompher ou même se sortiront indemnes de chaque péripétie. Les personnages principaux et secondaires sont très nombreux et certains disparaissent longtemps de l'histoire avant de faire leur réapparition. D'après les nombreuses discussions qu'a Martin avec ses lecteurs et le courrier qu'il reçoit, il lui apparaît que ses personnages les plus populaires auprès du public sont Tyrion Lannister, Arya Stark, Jon Snow et, à un degré moindre, Daenerys Targaryen. Lui-même a un attachement particulier pour Tyrion, qu'il voit comme le plus « gris » moralement de ses personnages et pour lequel il est très amusant d'écrire en raison de sa ruse et de son esprit. Bran Stark est le personnage pour lequel Martin éprouve le plus de difficultés à écrire car c'est le plus jeune de ses personnages principaux et aussi le plus impliqué avec le surnaturel.
De façon générale, le réalisme de ses personnages, son sens de la narration et des rebondissements et son univers très riche sont considérés comme les points forts de Martin alors que ses points faibles résideraient plutôt dans la simplicité de sa prose et dans la répétition de certains termes et tournures de phrases.

### Thèmes

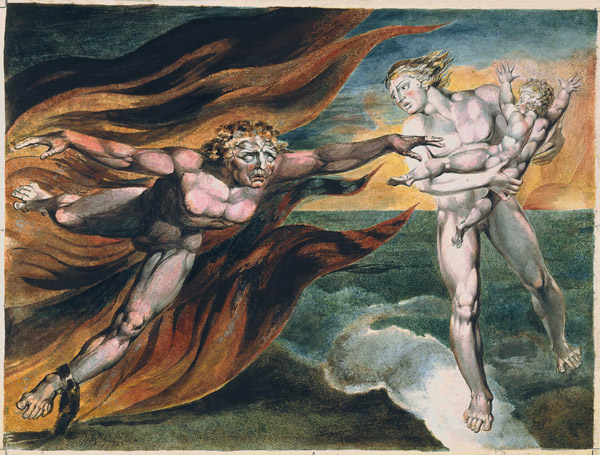
Le Trône de fer évite à dessein le thème manichéen de la lutte du bien contre le mal (William Blake Anges et Démons, 1795).

Les thèmes abordés sont empreints de plus de réalisme que dans la fantasy traditionnelle. Adam Serwer, du Atlantic Monthly, voit le Trône de fer comme une histoire traitant de la politique plutôt que de l'héroïsme, et où la lutte pour le pouvoir résulte du système féodal et non d'un combat du bien contre le mal. Martin ne désire pas seulement refléter les frictions entre les différentes classes sociales médiévales. Il explore également les conséquences des décisions des dirigeants, la bonté de ceux-ci n'en faisant pas forcément des dirigeants compétents et vice versa. Martin évite délibérément le manichéisme de la fantasy traditionnelle post-Tolkien et s'attache à ce que ses personnages ne soient ni tout blancs ni tout noirs mais en différentes nuances de gris. Ses personnages ont des choix difficiles à faire entre des valeurs comme l'amour, la compassion, l'honneur et le devoir et il arrive que ceux qui font les choix les plus nobles le payent de leur vie. Martin adopte le point de vue de William Faulkner selon lequel « la nature humaine en conflit contre elle-même » est le seul sujet sur lequel il est valable d'écrire. Il explore à travers certains personnages les thèmes de la rédemption et de la capacité à se remettre en question et à changer. La structure narrative des romans fait que même les supposés méchants de l'histoire peuvent exposer leur point de vue et leurs actions et l'impact de celles-ci au niveau politique laisse le lecteur libre de décider qui sont les bons et les méchants puisque chaque personnage a l'occasion de justifier ses actes,.
Martin trouve nécessaire de retranscrire dans son univers imaginaire la réalité de notre monde où même des personnes bien-aimées peuvent parfois mourir de façon atroce. La violence et la mort ou la mutilation de plusieurs personnages principaux accroissent le réalisme de la saga, Martin trouvant particulièrement malhonnête et irritant que les personnages principaux de beaucoup de romans de fantasy traversent l'histoire sans jamais être sérieusement blessés. La guerre est souvent présentée à travers ses aspects les plus sordides,, même si la notion de sacrifice de soi est aussi présente. Prenant comme exemple l'épisode des « Noces pourpres », particulièrement douloureux pour beaucoup de lecteurs, Martin explique qu'il « a été douloureux à écrire, et devrait donc être douloureux à lire, c'est une scène qui devrait vous déchirer le cœur et vous remplir de terreur et de chagrin ».
Alors que l'aspect sexuel est souvent négligé ou présenté de façon naïve dans la fantasy, Martin considère la sexualité comme une force motrice importante de la vie humaine qui ne doit pas être exclue de la narration. L'absence de concept de l'adolescence durant le Moyen Âge, où on était considéré très tôt comme adulte, lui a servi de modèle pour présenter l'activité sexuelle de personnages très jeunes (à partir de treize ans). Les romans évoquent aussi l'inceste au sein de certaines maisons nobles, tel qu'il était pratiqué dans la dynastie lagide de l'Égypte antique ou dans certaines familles nobles d'Europe afin de sauvegarder la « pureté » de leur lignée. Martin tient à rendre ses personnages féminins aussi crédibles que ses personnages masculins et, bien que ne prenant pas parti pour ou contre le féminisme, se déclare satisfait du nombre important de ses lectrices et du fait qu'elles apprécient au moins certains de ses personnages féminins.

## Accueil

### Accueil du public
Le succès commercial du Trône de fer s'est construit peu à peu par le bouche à oreille, chaque volume réalisant à sa sortie de meilleures ventes que le précédent. Ainsi, A Game of Thrones n'a pas été un bestseller à sa sortie mais tous les volumes suivants l'ont été, tous intégrant notamment la New York Times Best Seller list, considérée aux États-Unis comme la liste de référence des meilleures ventes de livres. A Clash of Kings accède à la 13e place de cette liste le 21 février 1999 mais ressort du classement dès la semaine suivante. A Storm of Swords fait son entrée dans la liste à la 12e place le 19 novembre 2000 et y reste une semaine supplémentaire. A Feast for Crows se classe directement à la 1re place de la liste le 27 novembre 2005. Le livre perd sa première place la semaine suivante mais reste cinq semaines sur la liste. A Dance with Dragons se classe également directement à la 1re place de la liste le 31 juillet 2011.
En 2011, avant même la publication de A Dance with Dragons, plus de quinze millions d'exemplaires des différents volumes du cycle ont été vendus à travers le monde,. La diffusion de la série télévisée relance les ventes des quatre premiers tomes, dont plus de 4 500 000 exemplaires sont imprimés par Bantam Books début 2011. Tous les quatre réapparaissent sur la liste des vingt meilleures ventes de livres de poche du New York Times en mai 2011. À sa sortie, A Dance with Dragons établit des ventes records en 2011 puisque 170 000 exemplaires en grand format, 110 000 livres numériques et 18 000 livres audio sont vendus dès le premier jour. En 2019, la popularité du cycle ayant explosé avec le succès de la série télévisée, c'est désormais plus de quatre-vingt-dix millions d'exemplaires des livres qui ont été vendus dans le monde, dont la moitié en Amérique du Nord,.
En 2011, les quatre premiers volumes de la saga avaient été traduits dans plus de vingt-cinq langues : en allemand, en néerlandais, en suédois (1997), en français, en polonais (1998), en hébreu, en italien, en russe (1999), en mandarin, en tchèque (2000), en bulgare, en coréen (2001), en espagnol, en japonais (2002), en croate, en finnois, en hongrois, en serbe (2003), en grec (2004), en turc (2005), en catalan, en estonien (2006), en portugais, en roumain (2007), en slovène (2009), en danois, et en norvégien (2011). Après la parution du cinquième tome, la saga est désormais traduite dans quarante-cinq langues.
En France, le directeur des collections « Science-fiction/Fantasy » de J'ai Lu a annoncé en 2009 que les ventes des douze premiers volumes de la série en grand format (ce qui correspond aux quatre premiers tomes en VO) se situaient entre 4 000 et 8 000 exemplaires chacun, ce qui est suffisant pour être rentable mais sans plus. Par contre, la série est un grand succès en livre de poche avec plus de 70 000 exemplaires vendus pour chacun des livres. Au début des années 2010, par suite de la réputation grandissante de la saga due notamment au succès de la série télévisée adaptée, les ventes grand format en français sont multipliés par dix, atteignant les 80 000 exemplaires pour chaque nouveau volume. Le tome 13, Le Bûcher d'un roi, sorti le 14 mars 2012, s'est par exemple classé à sa sortie à la 5e place du classement Livres-Hebdo des ventes de romans. En poche, une étude datant de 2015 estime que c'est désormais près de trois millions d'exemplaires des différents tomes de la saga qui ont été vendus

### Accueil critique
La plupart des critiques spécialisés conviennent que Le Trône de fer est l'œuvre la plus importante écrite par Martin ainsi que l'un des meilleurs cycles de fantasy jamais écrits. Les critiques des magazines spécialisés et des grands quotidiens ou hebdomadaires américains ont été généralement excellentes et Martin a été surnommé plusieurs fois par la presse le « Tolkien américain »,,, le New York Times n'hésitant pas à affirmer qu'il avait désormais dépassé le maître. Le succès autant commercial que critique de la saga a été souligné comme un fait rare dans un genre littéraire souvent dénigré par les critiques. Le Washington Post affirme après la sortie de A Dance with Dragons qu'aucun livre de fantasy n'avait été aussi attendu depuis le dernier volume de la série des Harry Potter. En 2011, USA Today a élu Martin auteur de l'année, et Time Magazine l'a classé dans sa liste des 100 personnalités les plus influentes dans le monde. Le ralentissement de l'intrigue dans A Feast for Crows et, dans une moindre mesure, A Dance with Dragons, ainsi que l'absence d'une partie des personnages principaux dans ces deux volumes, a néanmoins valu à Martin quelques critiques.
En France, le site Elbakin.net donne à la série la note générale de 8,5 sur 10, mettant en avant l'intrigue des livres au « parfum capiteux, mêlant le fracas des batailles à la fureur des amours déchirées » et les personnages ayant « beaucoup de niveaux de gris dans cette histoire où les rôles sont rarement distinctement attribués entre bons et mauvais ». Selon cette critique, la série constitue un « véritable tourbillon d’aventures, nous accordant à peine le temps de reprendre haleine » mais ses défauts sont « une intrigue parfois artificiellement gonflée » et « une volonté de faire durer le suspense parfois légèrement plus que nécessaire ». ActuSF délivre aussi une critique très positive, évoquant « une écriture forte et sans compromis », « un monde sombre » et « une mécanique bien huilée qui passe de personnage en personnage au rythme de la narration », « vision en décalé par rapport au grand combat manichéen que l’on retrouve souvent dans ce genre de littérature » et qui « donne toute sa force à ce cycle ». Pour NooSFere, la série est la « nouvelle référence de la fantasy » où de « nombreux personnages et manigances s’entremêlent dans une histoire complexe réglée comme une horlogerie » et qui doit principalement son succès « au talent de l’auteur pour dresser des portraits de personnages à la personnalité fouillée, ambiguë et jamais manichéenne » et à son « art du rebondissement inattendu, du retournement de situation permanent évitant de tomber dans le cliché éculé » bien que la saga ne soit au premier abord « pas facile d'accès » en raison du nombre important de personnages et d'intrigues.

### Distinctions
Les différents volumes du cycle ont remporté plusieurs prix littéraires. En 1997, Blood of the Dragon remporte le prix Hugo du meilleur roman court et A Game of Thrones le prix Locus du meilleur roman de fantasy. A Clash of Kings et A Storm of Swords remportent eux aussi le prix Locus du meilleur roman de fantasy en 1999 et 2001. Les trois premiers volumes de la saga ont également remporté le prix Ignotus en 2003, 2004 et 2006. En 2012, A Dance with Dragons remporte à son tour le prix Locus du meilleur roman de fantasy.
Parmi les principales nominations, A Game of Thrones est nommé au prix World Fantasy du meilleur roman en 1997 et au prix Nebula du meilleur roman en 1998. A Clash of Kings est nommé au prix Nebula du meilleur roman en 2000. A Storm of Swords est nommé au prix Hugo du meilleur roman en 2001 et au prix Nebula du meilleur roman en 2002. A Feast for Crows est nommé au prix Hugo du meilleur roman et termine à la 2e place du prix Locus du meilleur roman de fantasy en 2006. La saga est classée en 2011 par plus de 60 000 votants sur NPR à la 5e place des 100 meilleurs livres de fantasy et de science-fiction de tous les temps.

### Communauté de fans
Le succès rencontré par Le Trône de fer a engendré la création d'une importante communauté de fans (fandom), à travers le monde entier, bien qu'essentiellement aux États-Unis. Martin apprécie de rencontrer ses fans et a de nombreuses interactions avec eux. Sur le site officiel de l'auteur, une section entière est consacrée à l'exposition de photos d'enfants et d'animaux nommés par des lecteurs d'après des noms de personnages des romans. Un fan club non officiel appelé Brotherhood without Banners (la Fraternité sans bannières) est créé en 2001 à l'occasion de la World Science Fiction Convention de Philadelphie. Martin a été l'invité d'honneur de plusieurs de leurs réunions lors de différentes conventions et compte désormais ses fondateurs ainsi que plusieurs de ses membres de longue date parmi ses amis. Westeros.org, le premier site web consacré à la saga, est créé en 1999 et demeure le plus important de ces sites en termes de consultations avec plus de 13 000 000 de pages vues et 600 000 visiteurs en juin 2011. Plusieurs autres sites web consacrés aux romans ont depuis été créés, en anglais mais aussi en allemand, en espagnol, en finnois, en français, en italien, en polonais, en portugais et en russe. Deux blogs, Inn at the Crossroads et Cooking Ice and Fire, se consacrent entièrement à créer des recettes pour les nombreux plats décrits dans les romans et les deux responsables du premier ont signé en 2011 un contrat avec Random House pour la publication d'un livre de recettes intitulé Game of Thrones - Le livre des festins (A Feast of Ice and Fire).
Martin estime que la grande majorité de ses admirateurs est « fantastique » mais une petite partie d'entre eux s'est retournée contre lui en raison de la longue attente de six ans ayant séparé la publication de A Feast for Crows de celle de A Dance with Dragons. Des fans mécontents ont ainsi créé plusieurs blogs pour se plaindre de la « lenteur d'écriture » de Martin et pour exprimer leur crainte que l'auteur ne meure avant d'avoir terminé son œuvre. Exaspéré par cette vague de mécontentement qui atteint son point culminant en 2009, Martin répond à ses détracteurs en remettant les choses au point au sujet de ses activités extérieures à la saga auxquelles il compte bien continuer à se livrer, estimant que c'est son droit le plus strict et que sa seule obligation envers ses lecteurs est de leur donner « une bonne histoire ». Neil Gaiman apporte sur son blog son soutien à Martin en rappelant qu'un écrivain n'est pas une machine qui prévoirait parfaitement son rythme d'écriture.

## Adaptations et produits dérivés

### Nouvelles
- Trois nouvelles qui se déroulent dans l'univers du Trône de fer ont également été publiées. Connues collectivement sous le nom de Tales of Dunk and Egg, elles narrent les aventures d'un jeune chevalier, ser Duncan le Grand (surnommé Dunk), et de son écuyer, Aegon Targaryen (surnommé l'œuf, egg en anglais), à peu près 90 ans avant les évènements de A Game of Thrones. George R. R. Martin prévoit d'écrire d'autres nouvelles sur la vie de ces deux personnages[57].
- Une nouvelle intitulée La Princesse et la Reine, ou les Noirs et les Verts a été publiée en 2013 dans l'anthologie Dangerous Women, dirigée par Gardner Dozois et George R. R. Martin. Son action se déroule presque 200 ans avant les événements relatés dans Le Trône de fer.
- Une nouvelle intitulée Le Prince vaurien, ou, le Frère d'un roi fait partie de l'anthologie Vauriens publiée en juin 2014 et dirigée par Gardner Dozois et George R. R. Martin.
- Une nouvelle intitulée Les Fils du Dragon fait partie de l'anthologie Épées et Magie publiée en octobre 2017 et dirigée par Gardner Dozois.

### Série télévisée
En janvier 2007, la chaîne de télévision HBO acquiert les droits d'adaptation du Trône de fer dans l'intention d'en faire une série télévisée. Le scénario d'un épisode pilote est écrit par David Benioff et D. B. Weiss et plusieurs acteurs réputés, comme Sean Bean et Lena Headey, sont engagés. Le pilote est tourné à la fin 2009, essentiellement en Irlande du Nord. HBO donne ensuite son feu vert pour le tournage d'une saison entière et celle-ci commence à être diffusée en avril 2011. Martin écrit lui-même le scénario du huitième épisode. La série rencontre un important succès commercial et critique et la chaîne donne son accord pour le tournage d'une deuxième saison. La diffusion de celle-ci commence le 1er avril 2012 et le scénario de son neuvième épisode est également écrit par Martin. En avril 2012, HBO donne son feu vert pour la production d'une troisième saison diffusée en 2013, et la chaîne fait de même un an plus tard pour une quatrième saison diffusée au printemps 2014. La cinquième saison est diffusée au printemps 2015, et le début de la diffusion de la sixième saison, qui devance la sortie du livre correspondant et se démarque ainsi encore plus des événements décrits dans les romans, a commencé le 24 avril 2016. La saison 7 est diffusée du 16 juillet au 28 août 2017. La huitième et dernière saison de Game of Thrones commence sa diffusion le 14 avril 2019 et se conclut le 19 mai. En 2022, un préquel est sorti sous le nom de House of the Dragon, qui se déroule 172 ans avant la série Game Of Thrones.

### Bandes dessinées
A Game of Thrones est adapté en série de comics par Dynamite Entertainment, écrite par Daniel Abraham et dessinée par Tommy Patterson, sous des couvertures d’Alex Ross et Mike S. Miller. Le premier numéro est paru en septembre 2011 et 24 numéros sont prévus au total avec un rythme de parution d'un numéro par mois.
En France, l'éditeur Dargaud commence en novembre 2012 la publication de la traduction française de la série de comics Le Trône de fer. À la date de septembre 2015, six tomes ont paru.
Les deux nouvelles The Hedge Knight (Le Chevalier errant) et The Sworn Sword (L’Épée lige), en rapport avec l'ensemble de nouvelles Tales of Dunk and Egg, ont également été adaptées en comics.
Un livre d’illustrations intitulé The Art of George R. R. Martin’s A Song of Ice and Fire est publié en 2005 par Fantasy Flight Games, reprenant notamment en grand format des dessins de cartes à collectionner du même éditeur. L’ouvrage est traduit en français en 2009 par Nick Meylaender pour Soleil  ; il est suivi d’un deuxième ouvrage en 2012, Le Trône de fer Art et illustrations II, qui contient des illustrations de cartes et certaines couvertures des éditions internationales des romans.
Un recueil de citations extraites des cinq premiers tomes de la série et intitulé Maximes et pensées de Tyrion Lannister est publié en 2013 puis traduit en français et publié fin 2014.

### Autres
Le Trône de fer est adapté en jeu de cartes à collectionner en 2002 par l’éditeur de jeux Fantasy Flight Games. Le jeu remporte l'année suivante l'Origins Award du meilleur jeu de cartes à collectionner et des championnats du monde sont organisés depuis 2003 à l'occasion de la Gen Con. Depuis 2008, les cartes ne sont plus à collectionner mais sont désormais fixes dans chaque paquet.
Il est également adapté en jeu de société de stratégie en 2003, toujours par Fantasy Flight Games. Ce jeu remporte l'année suivante l'Origins Award du meilleur jeu de société. Une deuxième édition sort en 2011 et est traduite en français la même année. Un jeu de figurines nommé Batailles de Westeros (Battles of Westeros) sort en 2010 et est traduit en français par Edge Entertainment.
Un premier jeu de rôle nommé A Game of Thrones est publié en 2005 par Guardians of Order qui a fait faillite l'année suivante. Un second jeu de rôle appelé A Song of Ice and Fire Roleplaying est publié en 2009 par Green Ronin Publishing. Il est traduit en français en 2010 par Edge Entertainment sous le titre Le Jeu de rôle du Trône de fer.
Un jeu vidéo de stratégie en temps réel appelé A Game of Thrones: Genesis et développé par Cyanide est sorti sur PC le 29 septembre 2011. L'action du jeu se déroule un millier d'années avant les événements des romans. Il est accueilli de façon mitigée par la critique. Un jeu vidéo de rôle baptisé Game of Thrones : Le Trône de fer, également développé par Cyanide, est sorti le 15 mai 2012 et son action se déroule pendant les événements des romans. Un jeu de rôle en ligne massivement multijoueur, Game of Thrones Online, également en cours de développement en 2012, a été abandonné depuis lors. Game of Thrones: Ascent est un jeu de stratégie développé pour Facebook, iOS et Android, sorti en 2013. Le premier épisode du jeu d'aventure graphique en pointer-et-cliquer Game of Thrones: A Telltale Games Series, portant sur une intrigue alternative à la saison 4 de la série télévisée, est sorti à la fin d'année 2014 sur PC et consoles.
Des figurines représentant des personnages des romans et sculptées par Dark Sword Miniatures sont commercialisées depuis 2007. Des répliques d'armes figurant dans les romans sont réalisées par la société Jalic Inc. depuis 2008 par le biais de sa gamme Valyrian Steel.
Le titre de l'album Chapter V: Unbent, Unbowed, Unbroken (2005), du groupe de power metal suédois HammerFall, s'inspire directement de la devise de la maison Martell dans les romans (« Invaincus, Insoumis, Intacts »), et leur titre Take the Black, sur ce même album, de l'expression « prendre le noir » employée quand une personne rejoint les rangs de la Garde de Nuit. Le groupe de heavy metal américain The Sword a écrit et composé deux chansons, To Take the Black et Maiden, Mother & Crone, figurant sur leur album Gods of the Earth (2008), qui sont directement inspirées du Trône de fer. Le groupe de power metal allemand Blind Guardian a fait de même avec les chansons War of Thrones et A Voice in the Dark, figurant sur leur album At the Edge of Time (2010). Le groupe canadien Irish Moutarde a signé en 2012 une adaptation punk celtique de la chanson La Belle et l'Ours, qui apparaît plusieurs fois à travers le cycle romanesque. Le groupe The National enregistre une version des Pluies de Castamere pour le générique de fin de l'épisode 9 de la saison 2 de la série télévisée.

### Traduction
- (en) Cet article est partiellement ou en totalité issu de l’article de Wikipédia en anglais intitulé « A Song of Ice and Fire » (voir la liste des auteurs).